# Delia unispina
Delia unispina är en tvåvingeart som beskrevs av Judin 1976. Delia unispina ingår i släktet Delia och familjen blomsterflugor. Inga underarter finns listade i Catalogue of Life.